# Personal Best (álbum)
Personal Best es un álbum recopilatorio lanzado en 1991 de Selena y Los Dinos  por parte de CBS Records, subsidiaria de Sony Music, puesto que la anterior discográfica a donde pertenecían RP se asoció con la anterior y tomaron las canciones grabadas en el periodo de 1986 a 1989. El álbum fue producido en cantidades muy limitadas.

## Listado de canciones
| N.º | Título                           | Escritor(es)                 | Duración |  |
| 1.  | «Terco Corazón»                  | A.B. Quintanilla             | 2:54     |  |
| 2.  | «Siempre»                        | Juan Gabriel                 | 3:41     |  |
| 3.  | «Quiero»                         | Quintanilla III              | 3:18     |  |
| 4.  | «Quiero Estar Contigo»           | Quintanilla III • Ricky Vela | 2:39     |  |
| 5.  | «Como Te Quiero Yo A Ti»         | Vela                         | 3:45     |  |
| 6.  | «Cariño Mío»                     | Quintanilla III • Vela       | 3:34     |  |
| 7.  | «Yo Fui Aquella»                 | Quintanilla III              | 2:59     |  |
| 8.  | «Dulce Amor»                     | Quintanilla III              | 3:30     |  |
| 9.  | «Dime»                           | Quintanilla III              | 3:27     |  |
| 10. | «No Llores Más Corazón»          | Quintanilla III              | 3:08     |  |
| 11. | «Cariño Mío» (Solo Vivo Para Ti) | Quintanilla III              | 3:29     |  |
| 12. | «Quisiera Darte»                 | Quintanilla III • Vela       | 3:03     |  |